# صالح مجييف
صالح بن ميتا مجييف (بالروسية: Салах Митаевич Межиев)، رجل ديني والمفتي العام لجمهورية الشيشان.

## حياته
ولد في 10 يناير 1977 م في الشيشان بمدينة غروزني. اهتم باللغة العربية والعلوم الشرعية بملازمة كبار العلماء في الشيشان وهو في المرحلة الابتدائية في المدرسة، قادري الطريقة من أتباع الشيخ كنت حاج، وله إجازة في كتب العشرة وكتب أبو زكريا يحيى بن شرف النووي الشافعي.

## مناصبه
- عمل مديرًا في مدرسة «الإمام الغزالي» في عام 1996م.
- مستشار مفتي جمهورية الشيشان من عام 2005م إلى عام 2008م
- من عام 2008م عمل نائبًا لمفتي جمهورية الشيشان.
- في 11 يونيو 2014 انتخب مجلس مسلمي الشيشان بالإجماع صالح مجييف مفتيًا لجمهورية الشيشان.
- عضو مؤسس بالأمانة العامة لدور وهيئات الإفتاء في العالم.